# Federico de Mecklemburgo-Grabow
Federico I de Mecklemburgo-Grabow (13 de febrero de 1638, Schwerin - 28 de abril de 1688, Grabow) fue duque de Mecklemburgo-Grabow.

## Biografía
Era el hijo del Duque Adolfo Federico I de Mecklemburgo-Schwerin y de su segunda esposa, María Catalina (1616-1665), hija del Duque Julio Ernesto de Brunswick-Dannenberg (1571-1636).
Debido a su tardío nacimiento, fue excluido del gobierno activo del ducado. Por la muerte de su hermano sin descendencia, los tres hijos varones de Federico I se convirtieron en gobernantes del Ducado de Mecklemburgo-Schwerin uno tras otro. En 1667 Federico pasó a ser Domherr de la Catedral de Estrasburgo y desde 1669, vivió en el castillo de la familia en Grabow. Federico murió en un incendio en el castillo y el 3 de junio de 1725 fue enterrado en la Iglesia de San Nicolás en Schwerin.

## Matrimonio e hijos
El 28 de mayo de 1671 se casó con Cristina Guillermina de Hesse-Homburg (30 de junio de 1653, Bingenheim - 16 de mayo de 1722, Grabow), hija de Guillermo Cristóbal de Hesse-Homburg. Tuvieron los siguientes hijos:
- Federico Guillermo I (28 de marzo de 1675 - 31 de julio de 1713); casado con Sofía Carlota de Hesse-Kassel (16 de julio de 1678 - 30 de mayo de 1749), hija del Landgrave Carlos I de Hesse-Kassel; sin descendencia.
- Carlos Leopoldo (26 de noviembre de 1678 - 28 de noviembre de 1747); casado con la Gran Duquesa Catalina Ivanovna de Rusia (hermana de la emperatriz Ana de Rusia); su hija fue la Gran Duquesa Ana Leopoldovna de Rusia, madre de Iván VI de Rusia.
- Cristián Luis II (15 de mayo de 1683 - 30 de mayo de 1756); casada con su prima hermana, la Duquesa Gustavina Carolina de Mecklemburgo-Strelitz; tuvieron cinco hijos.
- Sofía Luisa (6 de mayo de 1685 - 29 de julio de 1735); tercera esposa de Federico I de Prusia; sin descendencia.